# Une saison au cirque
Une saison au cirque est une série documentaire française diffusée à partir du 17 novembre 2014 du lundi au vendredi à 19 h 30 (une rediffusion et un inédit) sur France 4.

## Concept
Dans la lignée d'Une saison au zoo, le documentaire suit, jour après jour, le quotidien du cirque Arlette Gruss. Pendant plus de deux mois, les caméras ont recueilli les témoignages de tous ceux qui participent à la vie du cirque : les artistes évidemment, mais aussi les techniciens, la ménagerie. Au total, près de 150 personnes travaillent sur le cirque.
L'émission permet aussi de suivre l'itinérance de ce cirque, le suivant d'Aix-les-bains et Annecy jusqu'à Paris pour la fin de la saison 2014. Les deux derniers épisodes permettent d'ailleurs de voir le dernier spectacle tel qu'il est présenté au public.

## Émissions

### Saison 1 (2014-2015)
La série documentaire est programmée du 17 novembre 2014 au 2 janvier 2015 à 19 h 30, avec une rediffusion puis un inédit. Au total 36 épisodes sont diffusés pour cette première saison.

### Saison 2
France 4 n'a pas annoncé si elle souhaitait donner une suite à la série.

## Audiences
Les audiences de la série sont en nette baisse par rapport à la précédente série Une saison au zoo. Les premiers épisodes diffusés réunissent environ 250 000 téléspectateurs, soit 110 000 de moins que les derniers épisodes de la deuxième saison d'Une saison au zoo. En moyenne, les épisodes attirent moins de 150 000 téléspectateurs au cours de la saison, passant sous la barre des 1% de part d'audience régulièrement atteinte par la série originale. Enfin, les deux derniers épisodes en prime time sur France 4, présentant le spectacle 2014 du Cirque Arlette Gruss, ne réunissent que 281 000 téléspectateurs, plaçant France 4 en 16e position des audiences.